# 加施特恩
加施特恩是奥地利下奥地利州塔亚河畔魏德霍芬县的一个市镇。总面积24.97平方公里，总人口1336人，人口密度53.5人/平方公里（2005年）。